# Graciela Márquez
Graciela Márquez (Maracay, 23 maggio 1978) è una pallavolista venezuelana naturalizzata portoricana.
Gioca nel ruolo di schiacciatrice e libero nelle Capitalinas de San Juan.

## Carriera
La carriera di Graciela Márquez inizia a livello giovanile in Perù del Deportivo Jaamsa. Nella stagione 1996-97 inizia la carriera professionistica in Brasile con il Ribeirão Preto, con la quale è finalista nel Campionato Paulista. La stagione successiva gioca in Argentina con il Gimnasia y Esgrima de Buenos Aires, vincendo lo scudetto. Nelle stagioni 1998-99 e 1999-00 gioca nella Serie A2 italiana con la Pallavolo Castellanzese.
Dopo due anni di inattività a livello professionistico, nei quali gioca nel campionato portoricano universitario, debutta nella Liga de Voleibol Superior Femenino con le Llaneras de Toa Baja nel 2003, ricevendo il premio di MVP della competizione. Nel 2006 bissa il premio, ricevendo anche quelli di miglior realizzatrice e miglior attaccante. Nel corso della sua lunga permanenza alle Llaneras supera la quota dei 3.000 punti nella Liga de Voleibol Superior Femenino e disputa due finali scudetto nelle edizioni 2009 e 2010, aggiudicandosi la prima. Nel corso della stagione 2011 si infortuna, venendo sostituita dal suo club. La stagione successiva continua l'inattività, ma questa volta per maternità.
Ritorna a gioca nella stagione 2013 con le Gigantes de Carolina, ma nel mese di marzo passa alle Lancheras de Cataño. Terminati gli impegni in Porto Rico torna in Venezuela per prendere parte al campionato locale con lo Aragua Voleibol Club, vincendo lo scudetto e venendo premiata come MVP delle finali. Nella stagione successiva cambia nuovamente squadra, ingaggiata dalle Orientales de Humacao, venendo impiegata nel nuovo ruolo di libero. Ancora una volta torna allo Aragua Voleibol Club, ripetendo i medesimi risultati della stagione precedente.
Nella stagione 2016 ritorna a Porto Rico, difendendo i colori delle Capitalinas de San Juan raggiungendo le finali scudetto e venendo premiata come miglior giocatrice rientrante nel torneo.

## Palmarès

### Club
- Campionato argentino: 1

1997-98
- Campionato portoricano: 1

2009
- Campionato venezuelano femminile: 2

2013, 2014

### Premi individuali
- 2003 - Liga de Voleibol Superior Femenino: MVP
- 2006 - Liga de Voleibol Superior Femenino: MVP
- 2006 - Liga de Voleibol Superior Femenino: Miglior realizzatrice
- 2006 - Liga de Voleibol Superior Femenino: Miglior attaccante
- 2013 - Liga venezuelana: MVP delle finali
- 2014 - Liga venezuelana: MVP delle finali
- 2016 - Liga de Voleibol Superior Femenino: Miglior ritorno